# Determinantenfunktion
Eine Determinantenfunktion oder Determinantenform ist in der linearen Algebra eine spezielle Funktion, die einer Folge von {\displaystyle n} Vektoren eines {\displaystyle n}-dimensionalen Vektorraums eine Zahl zuordnet.

## Definition
Sei {\displaystyle V} ein {\displaystyle n}-dimensionaler Vektorraum über einem Körper {\displaystyle K}. Dann heißt eine Funktion {\displaystyle f\colon V^{n}\rightarrow K} Determinantenfunktion, wenn sie folgende Bedingungen erfüllt:
- {\displaystyle f} ist multilinear, d. h. linear in jeder Variablen:

{\displaystyle \forall \,i\in \left\{1,\ldots ,n\right\},\;\forall \,a,b\in V\colon f\left(v_{1},\ldots ,v_{i-1},a+b,v_{i+1},\ldots ,v_{n}\right)=f\left(v_{1},\ldots ,v_{i-1},a,v_{i+1},\ldots ,v_{n}\right)+f\left(v_{1},\ldots ,v_{i-1},b,v_{i+1},\ldots ,v_{n}\right)} (Additivität)
{\displaystyle \forall \,i\in \left\{1,\ldots ,n\right\},\;\forall \,a\in V,\;\forall \,r\in K\colon f\left(v_{1},\ldots ,v_{i-1},r\cdot a,v_{i+1},\dots ,v_{n}\right)=r\cdot f\left(v_{1},\ldots ,v_{i-1},a,v_{i+1},\ldots ,v_{n}\right)} (Homogenität)
- {\displaystyle f} ist alternierend:

{\displaystyle \left(\exists \,r,s\in \left\{1,\ldots ,n\right\},r\neq s\colon v_{r}=v_{s}\right)\Rightarrow f\left(v_{1},v_{2},\ldots ,v_{n}\right)=0}

## Eigenschaften
- Eine Determinantenfunktion ist schiefsymmetrisch, allgemeiner gilt für eine Permutation {\displaystyle \sigma }: {\displaystyle f\left(v_{\sigma (1)},v_{\sigma (2)},\dots ,v_{\sigma (n)}\right)=\mathrm {sgn} (\sigma )\cdot f\left(v_{1},v_{2},\dots ,v_{n}\right)}, wobei {\displaystyle \mathrm {sgn} } das Signum der Permutation bezeichnet.

- Sind {\displaystyle v_{1},v_{2},\dots ,v_{n}\in V} linear abhängig, so gilt {\displaystyle f(v_{1},v_{2},\dots ,v_{n})=0}. Für eine nicht-triviale Determinantenfunktion (d. h. {\displaystyle f\not \equiv 0}) gilt auch die Umkehrung dieser Aussage.

- Sind {\displaystyle f,g:V^{n}\rightarrow K} zwei Determinantenfunktionen und {\displaystyle f\not \equiv 0}, dann gibt es ein {\displaystyle a\in K} so, dass {\displaystyle g(v_{1},v_{2},\dots ,v_{n})=a\cdot f(v_{1},v_{2},\dots ,v_{n})\;\forall \,v_{1},v_{2},\dots ,v_{n}\in V}. Das bedeutet, dass es bis auf eine Normierungskonstante nur eine nicht-triviale Determinantenfunktion gibt, alle anderen Determinantenfunktionen lassen sich durch Multiplikation mit einer Konstanten gewinnen. Tatsächlich existiert auf jedem Vektorraum eine nicht-triviale Determinantenfunktion.

## Beispiele
- Die Nullfunktion ist die sog. triviale Determinantenfunktion.
- {\displaystyle V=\mathbb {R} ^{n}}, mit der üblichen Determinante als Determinantenfunktion.
- Aus dem vorangehenden Beispiel durch Multiplikation der Determinante mit einer Konstante gewonnene Determinantenfunktionen.